# 國際植物保護公約
國際植物保護公約（英文：International Plant Protection Convention，縮寫：IPPC）是一項國際條約組織，目的是確保協調，採取有效的行動，以防止和控制害蟲的植物和植物產品的引進和傳播。 IPPC 頒布國際植物檢疫措施標準（ISPM）。 IPPC promulgates International Standards for Phytosanitary Measures (ISPMs). 該公約被世界貿易組織（WTO）《實施衛生與植物檢疫措施協定》（SPS協定）認可為唯一的植物健康國際標準制定機構。
國際植物保護公約的主要專注植物和植物產品在國際貿易中移動時，該公約涵蓋的研究材料、生物控制生物體、種質資源庫、防護設施，可以行為作為植物病蟲害的傳播的媒介，例如：容器、包裝材料、土壤、車輛、船舶和機械。國際植物保護公約，工作的三個主要領域：國際標準的制定，信息交流和國際植保公約和相關的國際植物檢疫標準的實施能力發展的重視。國際植物保護公約，創建於1952年，聯合國糧食及農業組織。截至2010年，177國家已成為國際植物保護公約締約方。 

## 目標
雖然國際植物保護公約的主要重點是國際貿易中的植物和植物產品，但該公約也涵蓋研究材料、生物防治、種子庫、遏制設施、糧食援助、緊急援助以及任何其他可能成為傳播媒介的東西植物害蟲－例如容器、包裝材料、土壤、車輛、船隻和機械。
國際植物保護公約由聯合國糧農組織成員國創立。強調三個核心領域：國際標準制定、資訊交流和執行國際植保公約及相關國際植物檢疫標準的能力發展。國際植保公約秘書處設在義大利羅馬糧農組織總部，負責協調國際植保公約工作計畫下的核心活動。
近年來，國際植保公約植物檢疫措施委員會制定了策略框架，其目標是：
- 透過防止害蟲蔓延，保護永續農業並加強全球糧食安全。
- 保護環境、森林和生物多樣性免受植物害蟲的侵害。
- 透過促進基於科學的統一植物檢疫措施促進經濟和貿易發展，以及發展成員的植物檢疫能力。

透過將公約的努力集中在這些目標上，國際植保公約植物檢疫措施委員會打算：
- 保護農民免受經濟上毀滅性的病蟲害爆發。
- 保護環境免遭物種多樣性喪失。
- 保護生態系免遭因害蟲入侵而失去活力和功能。
- 保護產業和消費者免受害蟲控製或根除成本的影響。
- 透過規範植物和植物產品安全運輸的國際標準促進貿易。
- 透過防止新的植物害蟲進入和傳播到一個國家來保護生計和糧食安全。

## 外部連結
- （英文）國際植物保護公約（页面存档备份，存于）
- （英文）Food and Agriculture Organization of the United Nations （页面存档备份，存于）
- （英文）Ratifications （页面存档备份，存于）

1. 1 2  Morin, Louise. . Annual Review of Phytopathology. 2020, 58 (1): 201–223. PMID 32384863. S2CID 218563372. doi:10.1146/annurev-phyto-010820-012823.